# Freccia del Brabante 1974
La Freccia del Brabante 1974, quattordicesima edizione della corsa, si svolse il 24 marzo su un percorso di 168 km, con partenza a Sint-Genesius-Rode e arrivo ad Alsemberg. Fu vinta dal belga Herman Van Springel della squadra M.I.C.-Ludo-De Gribaldy davanti ai connazionali Frans Verbeeck e Freddy Maertens.

## Ordine d'arrivo (Top 10)
| Pos. | Corridore           | Squadra                        | Tempo    |
| ---- | ------------------- | ------------------------------ | -------- |
| 1    | Herman Van Springel | M.I.C.-Ludo-De Gribaldy        | 4h08'00" |
| 2    | Frans Verbeeck      | Watney-Maes Pils               | a 45"    |
| 3    | Freddy Maertens     | Carpenter-Confortluxe-Flandria | s.t.     |
| 4    | Georges Pintens     | M.I.C.-Ludo-De Gribaldy        | s.t.     |
| 5    | Wilfried David      | Carpenter-Confortluxe-Flandria | s.t.     |
| 6    | Willy De Geest      | Rokado                         | s.t.     |
| 7    | Roger Swerts        | Ijsboerke-Colner               | a 50"    |
| 8    | Willy In 't Ven     | Ijsboerke-Colner               | s.t.     |
| 9    | Andre Doyen         | Watney-Maes Pils               | a 1'55"  |
| 10   | Ferdinand Bracke    | Watney-Maes Pils               | a 2'05"  |